# На край світу…
«На край світу…» (рос. «На край света…») — радянський художній фільм, поставлений режисером Родіоном Нахапетовим за п'єсою Віктора Розова «В дорозі». Прем'єрний показ відбувся 6 квітня 1976 року. Фільм був удостоєний Великого призу на III Міжнародному кінофорумі в Любляні «Людина — праця — творчість» (1976).

## Сюжет
Герой фільму — москвич Володя (Вова), два роки тому закінчив школу і змінив з того часу три місця роботи. Його безтурботність і баламучення дратують і турбують батьків. Батько в серцях називає Володю «бездушним бовдуром», а мати намагається уві сні відстригти його довге волосся («патли», за висловом батька). Після чергової сварки Вова вирішує виїхати до дяді Васі, що живе в невеликому містечку за Уралом.
Дядькова сім'я зустрічає Вову радо, але і тут неминуче виникають розмови про необхідність знайти себе в житті. Роздратований Вова прямо зі святкового застілля кидається на вокзал. За ним, намагаючись зупинити столичного гостя, дядько посилає свою дочку Сіму.
На московський поїзд юнака без квитка не пускають. Володя, збурений люттю, крокує по шпалах, Сіма намагається не відставати. Вони зустрічають колійного обхідника, контуженого в боях за Москву. Спочатку він радо приймає хлопців, але дізнавшись, що Вова недолюблює метушливу Москву, він вимагає від нього відповіді: «значить, життя не віддаси за Москву?». І приходить в лють.
Сіма повідомляє Вові, що вона не рідна, а прийомна дочка дядька. Вова радіє: «Так ти, може, Зіна? Галя? Варя? Тоня? Фьокла? Ти — не ти! Ти — таємниця, загадка!».
Вова намагається підробити, але стикається з приписками й знову йде зі скандалом: «Сіма, дивись на злодія — ось вони які!». Нарешті життєрадісний верхолаз Володимир Пальчиков влаштовує хлопців чорноробами на будівництво. Там їх знаходить батько Сіми («по сліду, як собака»). Він ставить Вові діагноз: «Живе в тобі якийсь наволочний біс». Розбивається верхолаз Володимир Пальчиков, Вова переживає і намагається відчути страх і смерть. Хлопці проїжджають ще якусь відстань по залізниці та влаштовуються робітниками на суднобудівний завод: «я тут пензлем мажу, а ти щось довбаєш».
У Сіми «двостороннє крупозне запалення легенів». Володя пише їй записку з освідченням у коханні. Лікар читає її Сімі, що лежить без свідомості. У фіналі Вова і Сіма (в новій сукні) бігають по полю і кричать про свої почуття.

## У ролях
| Актор              | Роль                        |
| ------------------ | --------------------------- |
| Вадим Міхеєнко     | Володя (Вова)               |
| Віра Глаголєва     | Сіма                        |
| Володимир Зельдін  | батько Володі               |
| Ельза Леждей       | мати Володі                 |
| Петро Глєбов       | дядько Вася                 |
| Борис Андреєв      | шляховий обхідник           |
| Марія Виноградова  | дружина колійного обхідника |
| Андрій Ростоцький  | верхолаз Пальчиков          |
| Микола Пастухов    | старий                      |
| Микола Корноухов   | шофер                       |
| Махмуд Есамбаєв    | відряджений                 |
| Лариса Кадочникова | лікар                       |
| Леонід Чубаров     | шахраюватий завідувач       |
| Бруно Ляуш         | бригадир на будівництві     |

## Знімальна група
- Режисер — Родіон Нахапетов
- Сценарій — Віктор Розов
- Оператор — Володимир Клімов, Костянтин Супоницький
- Композитор — Богдан Троцюк
- Художник — Сергій Кравець